# UFC 81
UFC 81: Breaking Point fue un evento de artes marciales mixtas producido por la Ultimate Fighting Championship (UFC) el 21 de febrero de 2008 desde el Mandalay Bay Events Center en Las Vegas, Nevada. 

## Resultados

### Tarjeta preliminar
- Keita Nakamura vs.  Rob Emerson[1]

Emerson derrotó a Nakamura por decisión dividida (30-27, 28-29, 30-27).
- David Heath vs.  Tim Boetsch[1]

Boetsch derrotó a Heath por TKO en el 4:52 de la 1ª ronda.
- Marvin Eastman vs.  Terry Martin[1]

Eastman derrotó a Martin por decisión unánime (29-28, 30-27, 30-27).
- Chris Lytle vs.  Kyle Bradley[1]

Lytle derrotó a Bradley por TKO en el 0:33 de la 1ª ronda.
- Gleison Tibau vs.  Tyson Griffin[1]

Griffin derrotó a Tibau por decisión unánime (30-27, 30-27, 30-27).

### Tarjeta principal
- Rob Yundt vs.  Ricardo Almeida[1]

Almeida derrotó a Yundt por submission (guillotine choke) en el 1:08 de la 1ª ronda.
- Jeremy Horn vs.  Nate Marquardt[1]

Marquardt derrotó a Horn por submission (guillotine choke) en el 1:37 de la 2ª ronda.
- Frank Mir vs.  Brock Lesnar[1]

Mir derrotó a Lesnar por submission (knee bar) en el 1:30 de la 1ª ronda.
- Tim Sylvia vs.  Antônio Rodrigo Nogueira[1]

Nogueira derrotó a Sylvia por submission (guillotine choke) en el 1:28 de la 3ª ronda.

## Premios extras
Los siguientes peleadores recibieron $60,000 extras.
- Combate de la noche: Antônio Rodrigo Nogueira vs. Tim Sylvia
- Knockout de la noche: Chris Lytle
- Submission de la noche: Frank Mir